# (5558) 1989 WL2
(5558) 1989 WL2 — астероїд головного поясу, відкритий 24 листопада 1989 року.
Тіссеранів параметр щодо Юпітера — 3,801.